# Ciężki sprzęt Australian Army

## Pojazdy

### Pojazdy opancerzone
| Zdjęcie | Sprzęt         | Producent                     | Typ                                             | W służbie                                   | Uwagi |
| ------- | -------------- | ----------------------------- | ----------------------------------------------- | ------------------------------------------- | --- |
|         | M1 Abrams      | Stany Zjednoczone             | czołg podstawowy                                | 59                                          | |
|         | ASLAV          | Australia                     | bojowy wóz rozpoznawczy/transporter opancerzony | 257 (+ ok. 70–80 w wariantach pomocniczych) | 225 bojowych wozów rozpoznawczych ASLAV-25 i 32 transportery opancerzone ASLAV-PC. Do 2021 roku zostaną zastąpione bojowymi wozami rozpoznawczymi Boxer.                                      |
|         | Boxer.         | Niemcy · Holandia · Australia | bojowy wóz rozpoznawczy                         | 15                                          | Zamówiono 211 w celu zastąpienia pojazdów ASLAV. . |
|         | M113           | Stany Zjednoczone             | transporter opancerzony                         | 716 (+ ok. 200 w wariantach pomocniczych)   | 340 M113AS4, 285 M113A1 i 91 M113AS3. Pojazdy mają przed 2025 rokiem zostać zastąpione przez 450 wozów bojowych piechoty KF-41 Lynx lub K21 Redback i 326 nowych transporterów opancerzonych. |
|         | Hawkei         | Australia                     | MRAP                                            | 1100                                        | Będzie możliwość zakupu kolejnych egzemplarzy. |
|         | Bushmaster IMV | Australia                     | MRAP                                            | 1052 (+ ok. 250 w wariantach pomocniczych)  | |

### Pojazdy pomocnicze/użytkowe
| Zdjęcie | Sprzęt               | Producent                   | Typ                             | W służbie | Uwagi |
| ------- | -------------------- | --------------------------- | ------------------------------- | --------- | --- |
|         | RMMV HX              | Niemcy                      | pojazd ciężarowy                | 2536      | Planowane dokupienie ponad 1000 sztuk. Obecne egzemplarze mają wiele funkcji. Część dokupionych będzie w przyszłości przewozić wyrzutnie rakietowe i pociski batalistyczne. |
|         | Mercedes G-Wagon     | Niemcy · Australia          | pojazd wielozadaniowy           | 2268      | Częściowo zastąpiły pojazdy Land Rover Perentie. |
|         | Land Rover Perentie  | Wielka Brytania · Australia | pojazd wielozadaniowy           | ok. 1500  | Do zastąpienia nowymi pojazdami. |
|         | HMT Extenda Mk1      | Wielka Brytania             | pojazd wielozadaniowy           | 31        | |
|         | M88 Recovery Vehicle | Stany Zjednoczone           | wóz zabezpieczenia technicznego | 13        | |

## Artyleria
| Zdjęcie | Sprzęt | Producent       | Typ                                   | W służbie | Uwagi                             |
| ------- | ------ | --------------- | ------------------------------------- | --------- | --------------------------------- |
|         | M777   | Wielka Brytania | lekka haubica holowana kalibru 155 mm | 54        |                                   |
|         | L-16   | Wielka Brytania | moździerz kalibru 81 mm               | ok. 190   | Do zastąpienia moździerzami M252. |

## Systemy przeciwlotnicze
| Zdjęcie | Sprzęt | Producent            | Typ                                                | W służbie                  | Uwagi                            |
| ------- | ------ | -------------------- | -------------------------------------------------- | -------------------------- | -------------------------------- |
|         | NASAMS | Norwegia · Australia | Rakietowy system przeciwlotniczy średniego zasięgu | 24 (2 baterie po 12 sztuk) | Zamówiono 72 sztuki (6 baterii). |

## Lotnictwo
| Zdjęcie | Sprzęt                    | Producent           | Typ                            | W służbie | Uwagi                                                        |
| ------- | ------------------------- | ------------------- | ------------------------------ | --------- | ------------------------------------------------------------ |
|         | Eurocopter Tiger          | Francja             | śmigłowiec szturmowy           | 22        | Do zastąpienia przez 29 śmigłowców szturmowych AH-64 Apache. |
|         | MRH90 Taipan              | Francja · Australia | śmigłowiec wielozadaniowy      | 47        |                                                              |
|         | Sikorsky UH-60 Black Hawk | Stany Zjednoczone   | śmigłowiec wielozadaniowy      | 20        |                                                              |
|         | Boeing CH-47 Chinook      | Stany Zjednoczone   | ciężki śmigłowiec transportowy | 12        |                                                              |
|         | Eurocopter EC135          | Niemcy              | śmigłowiec szkoleniowy         | 15        |                                                              |

## Bezzałogowe statki powietrzne
| Sprzęt            | Producent         | Typ               | W służbie | Uwagi |
| ----------------- | ----------------- | ----------------- | --------- | ----- |
| ScanEagle         | Stany Zjednoczone | dron rozpoznawczy | ok. 40    |       |
| RQ-7 Shadow       | Stany Zjednoczone | dron rozpoznawczy | 18        |       |
| Black Hornet Nano | Stany Zjednoczone | mikrodron         | ok. 130   |       |
| Wasp III          | Stany Zjednoczone | dron rozpoznawczy | ok. 140   |       |